# Henry C. Gunning
Henry Cecil Gunning (* 9. September 1901 in Belfast; † 24. Juli 1991) war ein kanadischer Geologe.

## Leben
Gunning wuchs in Vancouver auf, wo sein Vater einen Eisenwarenladen hatte, und studierte ab 1918 Geologie an der University of British Columbia mit dem Bachelor-Abschluss 1923. Danach arbeitete er kurz als Bergarbeiter, bevor er an das Massachusetts Institute of Technology ging, an dem er 1927 promoviert wurde. Danach war er beim Geological Survey of Canada, bei dem er sich vor allem mit der Geologie und den Lagerstätten auf Vancouver Island befasste. Er kartierte aber auch in Québec. Ab 1939 war er Professor für Geologie an der University of British Columbia (UBC) und Vorstand der Fakultät für Geologie. 1953 wurde er dort Dekan der Fakultät für Angewandte Wissenschaft und er gründete dort einen Ausbildungsgang Ingenieurgeologie. 1959 gab er die Professur auf, forschte in Rhodesien und war beratender Geologe. Er half beim Aufbau des British Columbia Institute of Technology.
1937 erhielt er die Barlow Memorial Medal des Canadian Institute of Mining. 1956 wurde er Ehrendoktor der University of British Columbia. 1966 erhielt er die Logan Medal und er war Fellow der Royal Society of Canada. 
Das Mineral Gunningit wurde ihm zu Ehren benannt.

## Schriften
- Geology and Mineral Deposits of Quatsino-Nimpkish Area, Vancouver Island, British Columbia; in Summary Report 1929; Geological Survey of Canada, Part A, S. 94A–143A.
- Preliminary Report on the Nimpkish Lake Quadrangle, Vancouver Island, British Columbia; in Summary Report 1931; Geological Survey of Canada, Part A, S. 22–35.